# 9009 Tirso
9009 Tirso eller 1984 HJ1 är en asteroid i huvudbältet som upptäcktes den 23 april 1984 av den italienska astronomen Vincenzo Zappalà vid La Silla-observatoriet. Den är uppkallad efter Dionysos spira, Thyrsos.
Asteroiden har en diameter på ungefär 4 kilometer.